# Wahlkreis West Bromwich West
Der Wahlkreis West Bromwich West war von 1974 bis 2024 ein Wahlkreis (englisch constituency) für die Wahl eines Abgeordneten des britischen Unterhauses (House of Commons).

## Ergebnisse

### Parlamentswahl Februar 1974
| Kandidaten           | Kandidaten      | Parteien               | Stimmen | %    |
| -------------------- | --------------- | ---------------------- | ------- | ---- |
|                      | Betty Boothroyd | Labour Party           | 25.112  | 62,9 |
|                      | PM Smith        | Conservative Party     | 11.681  | 29,3 |
|                      | G Bowen         | British National Front | 3.107   | 7,8  |
| Gesamt               | Gesamt          | Gesamt                 | 39.900  | 100  |
|                      |                 |                        |         |      |
| Quelle: UK Parlament |                 |                        |         |      |

### Parlamentswahl Oktober 1974
| Kandidaten           | Kandidaten      | Parteien               | Stimmen | %    |
| -------------------- | --------------- | ---------------------- | ------- | ---- |
|                      | Betty Boothroyd | Labour Party           | 23.336  | 62,2 |
|                      | N Bridges-Adams | Conservative Party     | 8.537   | 22,8 |
|                      | DJ Corney       | Liberal Party          | 3.619   | 9,6  |
|                      | R Churms        | British National Front | 2.022   | 5,4  |
| Gesamt               | Gesamt          | Gesamt                 | 37.514  | 100  |
|                      |                 |                        |         |      |
| Quelle: UK Parlament |                 |                        |         |      |

### Parlamentswahl 1979
| Kandidaten           | Kandidaten      | Parteien               | Stimmen | %    |
| -------------------- | --------------- | ---------------------- | ------- | ---- |
|                      | Betty Boothroyd | Labour Party           | 23.791  | 60,3 |
|                      | D Harrison      | Conservative Party     | 14.323  | 36,3 |
|                      | R Churms        | British National Front | 1.351   | 3,4  |
| Gesamt               | Gesamt          | Gesamt                 | 39.465  | 100  |
|                      |                 |                        |         |      |
| Quelle: UK Parlament |                 |                        |         |      |

### Parlamentswahl 1983
| Kandidaten           | Kandidaten            | Parteien                | Stimmen | %    |
| -------------------- | --------------------- | ----------------------- | ------- | ---- |
|                      | Betty Boothroyd       | Labour Party            | 18.896  | 50,7 |
|                      | David Harman          | Conservative Party      | 12.257  | 32,9 |
|                      | Anthony Collingbourne | Social Democratic Party | 6.094   | 16,4 |
| Gesamt               | Gesamt                | Gesamt                  | 37.247  | 100  |
|                      |                       |                         |         |      |
| Quelle: UK Parlament |                       |                         |         |      |

### Parlamentswahl 1987
| Kandidaten           | Kandidaten            | Parteien                | Stimmen | %    |
| -------------------- | --------------------- | ----------------------- | ------- | ---- |
|                      | Betty Boothroyd       | Labour Party            | 19.925  | 50,5 |
|                      | Francis Betteridge    | Conservative Party      | 14.672  | 37,2 |
|                      | Anthony Collingbourne | Social Democratic Party | 4.877   | 12,4 |
| Gesamt               | Gesamt                | Gesamt                  | 39.474  | 100  |
|                      |                       |                         |         |      |
| Quelle: UK Parlament |                       |                         |         |      |

### Parlamentswahl 1992
| Kandidaten           | Kandidaten      | Parteien           | Stimmen | %    |
| -------------------- | --------------- | ------------------ | ------- | ---- |
|                      | Betty Boothroyd | Labour Party       | 22.251  | 54,8 |
|                      | Desmond Swayne  | Conservative Party | 14.421  | 35,5 |
|                      | Sarah Broadbent | Liberal Democrats  | 3.925   | 9,7  |
| Gesamt               | Gesamt          | Gesamt             | 40.597  | 100  |
|                      |                 |                    |         |      |
| Quelle: UK Parlament |                 |                    |         |      |

### Parlamentswahl 1997
| Kandidaten           | Kandidaten        | Parteien                 | Stimmen | %    |
| -------------------- | ----------------- | ------------------------ | ------- | ---- |
|                      | Betty Boothroyd   | unabhängig (Speaker)     | 23.969  | 65,3 |
|                      | Richard Silvester | Independent Labour Party | 8.546   | 23,3 |
|                      | Steven Edwards    | National Democrats       | 4.181   | 11,4 |
| Gesamt               | Gesamt            | Gesamt                   | 36.696  | 100  |
|                      |                   |                          |         |      |
| Quelle: UK Parlament |                   |                          |         |      |

### Nachwahl 2000
Die Wahl fand am 23. November statt.
| Kandidaten                                                   | Kandidaten      | Parteien                        | Stimmen | %    |
| ------------------------------------------------------------ | --------------- | ------------------------------- | ------- | ---- |
|                                                              | Adrian Bailey   | Labour Party/Co-operative Party | 9.640   | 51,1 |
|                                                              | Karen Bissell   | Conservative Party              | 6.408   | 33,9 |
|                                                              | Sadie Smith     | Liberal Democrats               | 1.791   | 9,5  |
|                                                              | Nick Griffin    | British National Party          | 794     | 4,2  |
|                                                              | Jonathan Oakton | UK Independence Party           | 246     | 1,3  |
| Gesamt                                                       | Gesamt          | Gesamt                          | 18.879  | 100  |
|                                                              |                 |                                 |         |      |
| Wahlberechtigte                                              | Wahlberechtigte | Wahlberechtigte                 | 68.408  |      |
|                                                              |                 |                                 |         |      |
| Quellen: House of Commons Library – The Guardian, 24/11/2000 |                 |                                 |         |      |

### Parlamentswahl 2001
| Kandidaten           | Kandidaten     | Parteien                        | Stimmen | %    |
| -------------------- | -------------- | ------------------------------- | ------- | ---- |
|                      | Adrian Bailey  | Labour Party/Co-operative Party | 19.352  | 60,8 |
|                      | Karen Bissell  | Conservative Party              | 7.997   | 25,1 |
|                      | Sadie Smith    | Liberal Democrats               | 2.168   | 6,8  |
|                      | John Salvage   | British National Party          | 1.428   | 4,5  |
|                      | Kevin Walker   | UK Independence Party           | 499     | 1,6  |
|                      | Baghwant Singh | Socialist Labour Party          | 396     | 1,2  |
| Gesamt               | Gesamt         | Gesamt                          | 31.840  | 100  |
|                      |                |                                 |         |      |
| Quelle: UK Parlament |                |                                 |         |      |

### Parlamentswahl 2005
| Kandidaten           | Kandidaten    | Parteien                        | Stimmen | %    |
| -------------------- | ------------- | ------------------------------- | ------- | ---- |
|                      | Adrian Bailey | Labour Party/Co-operative Party | 18.951  | 54,3 |
|                      | Mimi Harker   | Conservative Party              | 8.057   | 23,1 |
|                      | Martyn Smith  | Liberal Democrats               | 3.583   | 10,3 |
|                      | James Lloyd   | British National Party          | 3.456   | 9,9  |
|                      | Kevin Walker  | UK Independence Party           | 870     | 2,5  |
| Gesamt               | Gesamt        | Gesamt                          | 34.917  | 100  |
|                      |               |                                 |         |      |
| Quelle: UK Parlament |               |                                 |         |      |

### Parlamentswahl 2010
| Kandidaten           | Kandidaten        | Parteien                        | Stimmen | %    |
| -------------------- | ----------------- | ------------------------------- | ------- | ---- |
|                      | Adrian Bailey     | Labour Party/Co-operative Party | 16.263  | 45,0 |
|                      | Andrew Hardie     | Conservative Party              | 10.612  | 29,3 |
|                      | Sadie Smith       | Liberal Democrats               | 4.336   | 12,0 |
|                      | Russ Green        | British National Party          | 3.394   | 9,4  |
|                      | Malcolm Ford      | UK Independence Party           | 1.566   | 4,3  |
| Gesamt               | Gesamt            | Gesamt                          | 36.171  | 100  |
|                      |                   |                                 |         |      |
| Ungültige Stimmen    | Ungültige Stimmen | Ungültige Stimmen               | 148     | 0,4  |
| Wähler               | Wähler            | Wähler                          | 36.319  | 56,0 |
| Wahlberechtigte      | Wahlberechtigte   | Wahlberechtigte                 | 64.859  |      |
|                      |                   |                                 |         |      |
| Quelle: UK Parlament |                   |                                 |         |      |

### Parlamentswahl 2015
| Kandidaten           | Kandidaten        | Parteien                         | Stimmen | %    |
| -------------------- | ----------------- | -------------------------------- | ------- | ---- |
|                      | Adrian Bailey     | Labour Party/Co-operative Party  | 16.578  | 47,3 |
|                      | Graham Eardley    | UK Independence Party            | 8.836   | 25,2 |
|                      | Paul Ratner       | Conservative Party               | 8.365   | 23,9 |
|                      | Mark Redding      | Green Party of England and Wales | 697     | 2,0  |
|                      | Karen Trench      | Liberal Democrats                | 550     | 1,6  |
| Gesamt               | Gesamt            | Gesamt                           | 35.026  | 100  |
|                      |                   |                                  |         |      |
| Ungültige Stimmen    | Ungültige Stimmen | Ungültige Stimmen                | 130     | 0,4  |
| Wähler               | Wähler            | Wähler                           | 35.156  | 53,7 |
| Wahlberechtigte      | Wahlberechtigte   | Wahlberechtigte                  | 65.524  |      |
|                      |                   |                                  |         |      |
| Quelle: UK Parlament |                   |                                  |         |      |

### Parlamentswahl 2017
| Kandidaten           | Kandidaten        | Parteien                         | Stimmen | %    |
| -------------------- | ----------------- | -------------------------------- | ------- | ---- |
|                      | Adrian Bailey     | Labour Party/Co-operative Party  | 18.789  | 52,1 |
|                      | Andrew Hardie     | Conservative Party               | 14.329  | 39,7 |
|                      | Star Anderton     | UK Independence Party            | 2.320   | 6,4  |
|                      | Flo Clucas        | Liberal Democrats                | 333     | 0,9  |
|                      | Robert Buckman    | Green Party of England and Wales | 323     | 0,9  |
| Gesamt               | Gesamt            | Gesamt                           | 36.094  | 100  |
|                      |                   |                                  |         |      |
| Ungültige Stimmen    | Ungültige Stimmen | Ungültige Stimmen                | 90      | 0,2  |
| Wähler               | Wähler            | Wähler                           | 36.184  | 54,9 |
| Wahlberechtigte      | Wahlberechtigte   | Wahlberechtigte                  | 65.967  |      |
|                      |                   |                                  |         |      |
| Quelle: UK Parlament |                   |                                  |         |      |

### Parlamentswahl 2019
| Kandidaten           | Kandidaten        | Parteien                         | Stimmen | %    |
| -------------------- | ----------------- | -------------------------------- | ------- | ---- |
|                      | Shaun Bailey      | Conservative Party               | 17.419  | 50,5 |
|                      | James Cunningham  | Labour Party                     | 13.620  | 39,5 |
|                      | Franco D’Aulerio  | Brexit Party                     | 1.841   | 5,3  |
|                      | Flo Clucas        | Liberal Democrats                | 915     | 2,7  |
|                      | Keir Williams     | Green Party of England and Wales | 664     | 1,9  |
| Gesamt               | Gesamt            | Gesamt                           | 34.459  | 100  |
|                      |                   |                                  |         |      |
| Ungültige Stimmen    | Ungültige Stimmen | Ungültige Stimmen                | 84      | 0,2  |
| Wähler               | Wähler            | Wähler                           | 34.543  | 53,5 |
| Wahlberechtigte      | Wahlberechtigte   | Wahlberechtigte                  | 64.517  |      |
|                      |                   |                                  |         |      |
| Quelle: UK Parlament |                   |                                  |         |      |